# كوكاو
كوكاو (بالإنجليزية: Cocoa)‏ هي مدينة أمريكية تقع في ولاية فلوريدا. تبلغ مساحة هذه المدينة 39.9 (كم²)،ويبلغ عدد سكانها 17140 نسمة حسب إحصاء سنة 2010 م 17140.تشير إحصاءات سنة 2000م بأن الكثافة السكانية في هذه المدينة تقدر بـ(auto) نسمة/كم2 

## توأمة
لكوكاو اتفاقيات توأمة مع:
- بيت شيمش

## أعلام
- ليونارد ويفر
- زاك توماس
- نورمان ديفيس
- آر. ترافيس أوسبورن